# Manuel Sanroma
Manuel Sanroma (Almagro, 9 de mayo de 1977-San Pedro de Ribas, 19 de junio de 1999) fue un ciclista profesional español. Fue uno de los sprinters más prometedores del ciclismo español, hasta que falleció trágicamente en la Volta a Cataluña de 1999.

## Biografía
Formado como amateur en el Equipo Ciclista Seguros Soliss, debutó como profesional en junio de 1998 con una meritoria cuarta posición en el Circuito de Guecho, corriendo en las filas del equipo Estepona. Ganó tres etapas en la Vuelta a Venezuela. En 1999, con tan sólo veintiún años de edad, se destapó como una gran promesa con el Fuenlabrada-Relax: venció al sprint a Mario Cipollini en la Vuelta a la Comunidad Valenciana, y ganó también etapas en la Vuelta al Alentejo y la Vuelta a Asturias.
Se presentó en la salida de la Volta a Cataluña como favorito para las primeras etapas. Pero en la segunda, a un kilómetro de la llegada en Villanueva y Geltrú, cayó, impactando con su cabeza en el bordillo de la acera. Murió en la ambulancia camino del hospital. La única victoria del equipo Fuenlabrada aquel año tras la muerte de Sanroma fue una etapa de Saúl Morales en la Vuelta a Venezuela. Un año después, la tragedia volvería a salpicar al equipo al fallecer ese mismo ciclista, también en el transcurso de una carrera. Desde 2000 se disputaba en Castilla-La Mancha el Memorial Manuel Sanroma, que era una prueba ciclista profesional, aunque de carácter no oficial, que le homenajeaba.

## Palmarés
1998
- 1 etapa de la Vuelta al Alentejo

1999
- 4 etapas de la Vuelta al Alentejo
- 1 etapa de la Vuelta a la Comunidad Valenciana
- 2 etapas de la Vuelta a Asturias

## Equipos
- Estepona (1998)
- Fuenlabrada-Relax (1999)